# آيت الحاج (إقدار الشمالية)
آيت الحاج هو دُوَّار يقع بجماعة إقدار، إقليم الحاجب، جهة فاس مكناس في المملكة المغربية. ينتمي الدوّار لمشيخة إقدار الشمالية التي تضم 4 دواوير. يقدر عدد سكانه بـ 1649 نسمة حسب الإحصاء الرسمي للسكان والسكنى لسنة 2004.

## وصلات خارجية
- البوابة الوطنية للجماعات الترابية
- المندوبية السامية للتخطيط